# Chiesa di San Nicolò ai Cordari
La chiesa di San Nicolò ai Cordari fu una delle prime chiese costruite a Siracusa.

## Storia e descrizione
Venne costruita in epoca normanna subito dopo il periodo della dominazione araba nella città aretusea. Precedentemente nel sito dove ora sorge la piccola chiesa vi era un'altra costruzione religiosa di epoca paleocristiana con struttura basilicale. Nel periodo bizantino la chiesa divenne sotterranea. Sotto di essa si trova la cosiddetta Piscina Romana; ovvero dei grandi serbatoi d'acqua ricavati tagliando la pietra delle latomie. Queste condotte idriche naturali servivano ai siracusani nei tempi dell'Antica Roma per riempire d'acqua l'anfiteatro romano di Siracusa e dare inizio ai giochi nautici e lotte acquatiche.
Nella chiesa di San Nicolò ai Cordari nel 1093 vennero celebrati i funerali del conte di Siracusa, Giordano d'Altavilla, figlio del gran conte Ruggero I di Sicilia. I normanni la vollero dedicare a san Nicolò di Mira, santo a cui il popolo nordico si rivolse affinché fosse aiutato nello scacciare gli Arabi dalla città di Siracusa. Qualche secolo dopo la chiesa venne sconsacrata e abbandonata poiché la popolazione siracusana durante l'epoca medievale (periodo angioino, periodo spagnolo, periodo austriaco, periodo borbonico) si ridusse notevolmente di numero, divenendo così esigua da occupare la sola isola di Ortigia, circondata da spesse fortificazioni che incoraggiarono il popolo a orientare la propria esistenza solo all'interno dell'isola fortificata. Dunque tutto ciò che vi era fuori, come la piccola chiesa di San Nicola, venne abbandonato.
Nel 1577 la chiesa fu concessa ai cordari (fabbricatori di corde artigianali) che lavoravano le loro corde nelle latomie della Neapolis, poste oltre la chiesa. Ecco perché oggi è detta chiesa di San Nicolò ai Cordari o chiesa di San Nicolò dei Cordari, poiché venne frequentata dalle famiglie siracusane dei cordari. La chiesa divenne in seguito un deposito per il grano. I suoi sotterranei negli anni della peste, verso il 1600, furono adoperati come "fossa comune".
Nei primi anni del Novecento la città riprese a crescere e ripopolando le antiche zone di Siracusa si riprese anche la frequentazione della chiesa di Neapolis che con l'istituzione del Parco nel 1955 divenne la sede dell'ufficio informazioni per i visitatori che si apprestavano a visitare il vasto parco archeologico. La chiesa ne rappresentava e ne rappresenta tutt'oggi l'ingresso. Al suo interno attualmente si trova un piccolo museo fotografico dove sono esposte le fotografie d'epoca di tutti i monumenti siracusani situati all'interno del Parco della Neapolis.
La sua pianta è rettangolare e la sua struttura architettonica risulta abbastanza integra. Di stile austero, misura 16 x 8 metri, ha due portali ad arco cuspidato, di cui uno è laterale. La chiesa è infine chiusa da una piccola abside di forma semicircolare con una cornice terminale, la quale rappresenta l'unico elemento decorativo delle mura. Nell'abside sono visibili delle strette e lunghe finestre, anch'esse di modeste dimensioni, con forma arcuata.
Negli anni 1990 vennero fatti dei restauri nella chiesa e vennero scoperte al di sotto della sua pavimentazione delle sepolture databili al I-III secolo. La pavimentazione venne poi ricoperta con della barra di plexiglas trasparente, per cui alcuni di questi scheletri sono visibili dall'interno della chiesa guardando verso il basso.

## Galleria d'immagini

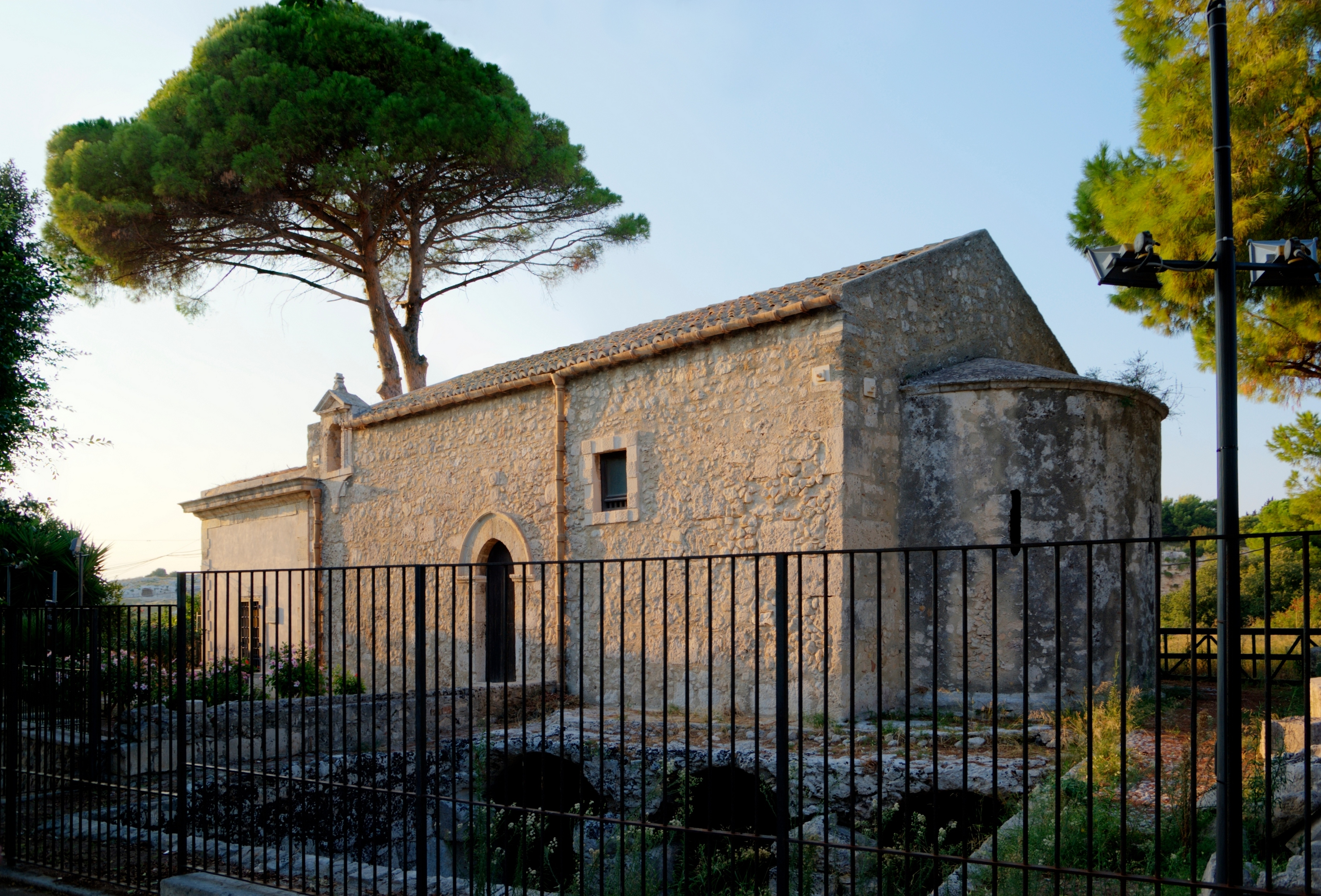
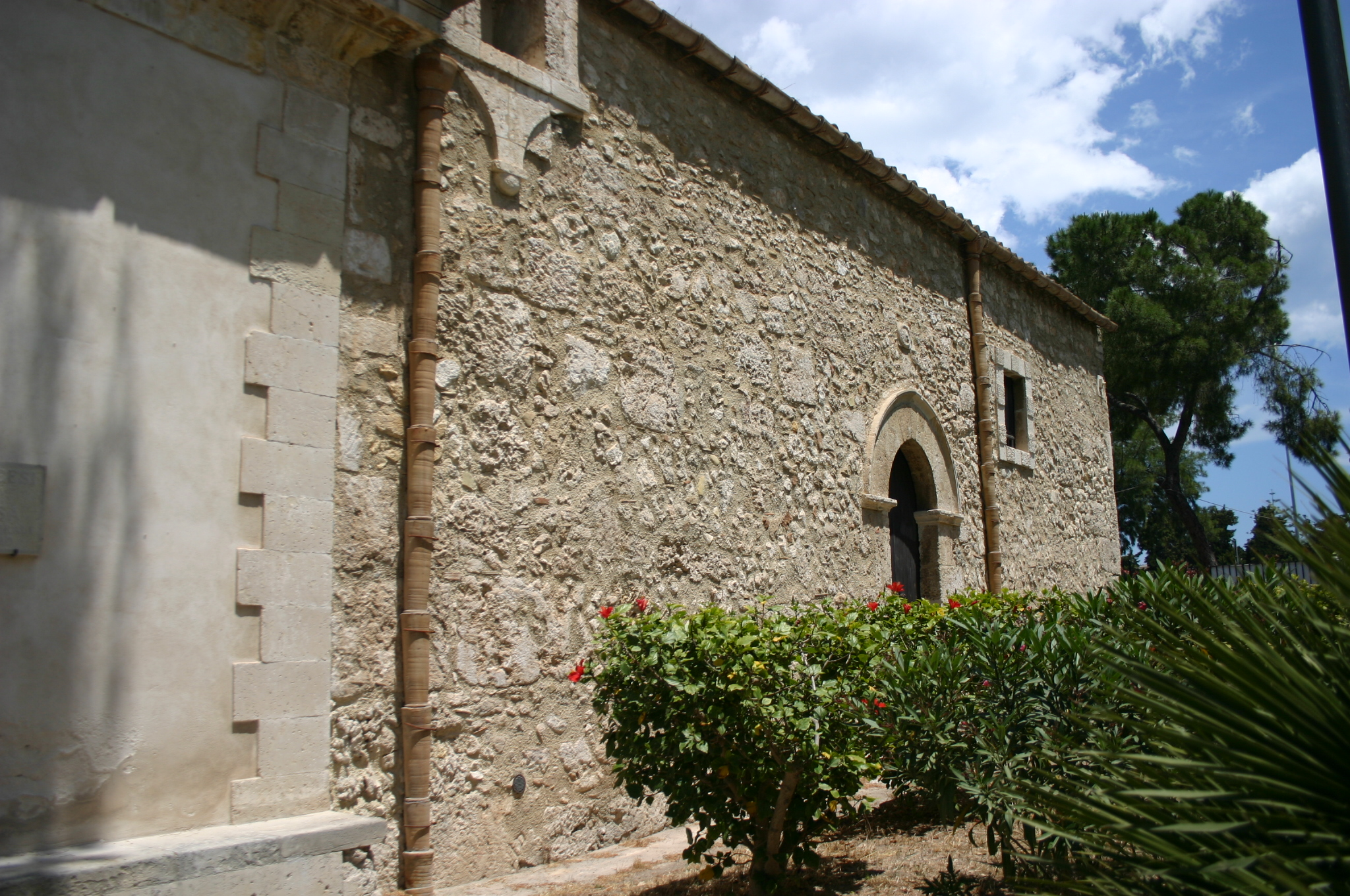
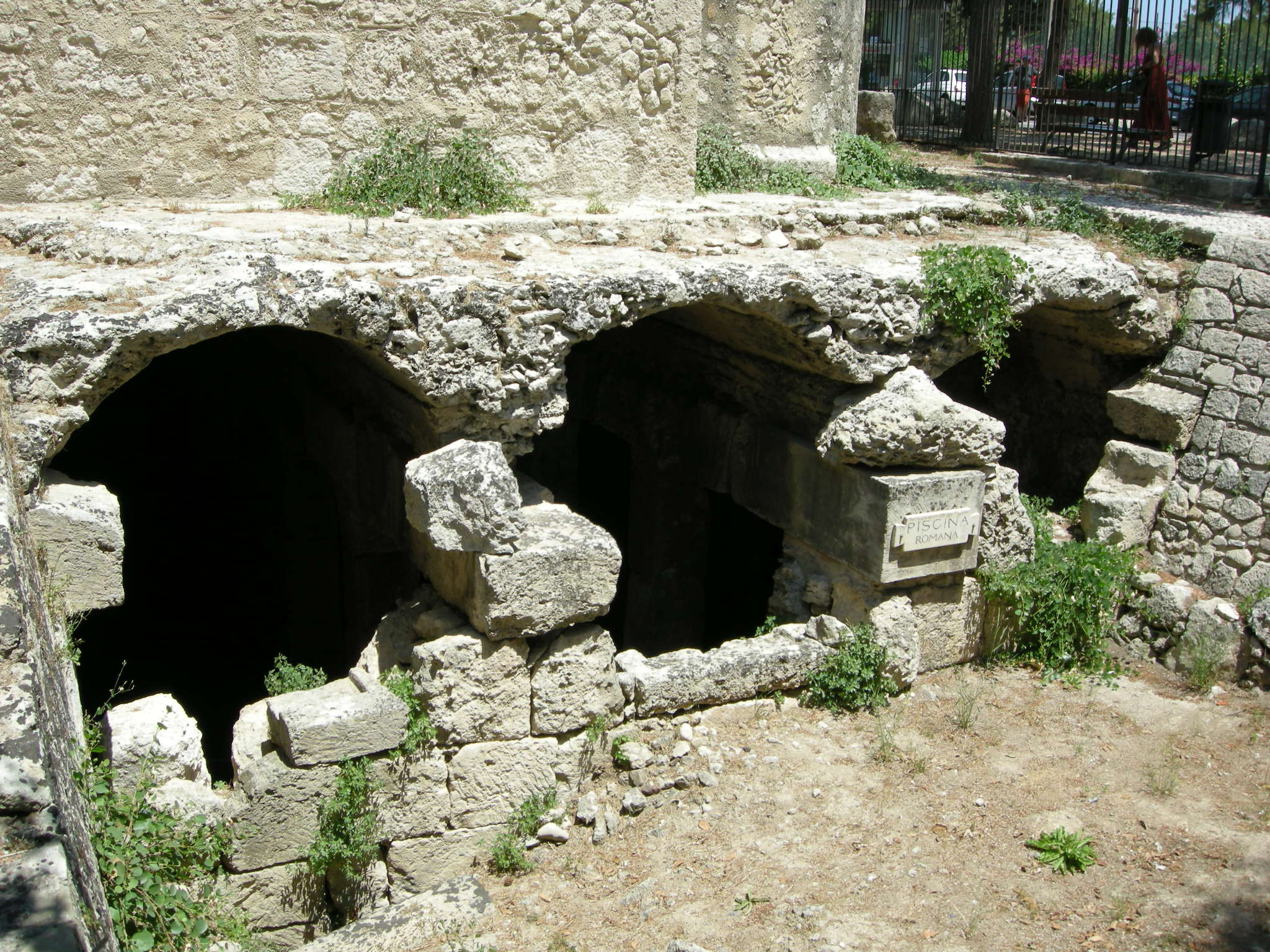
La piscina romana sotto la chiesa
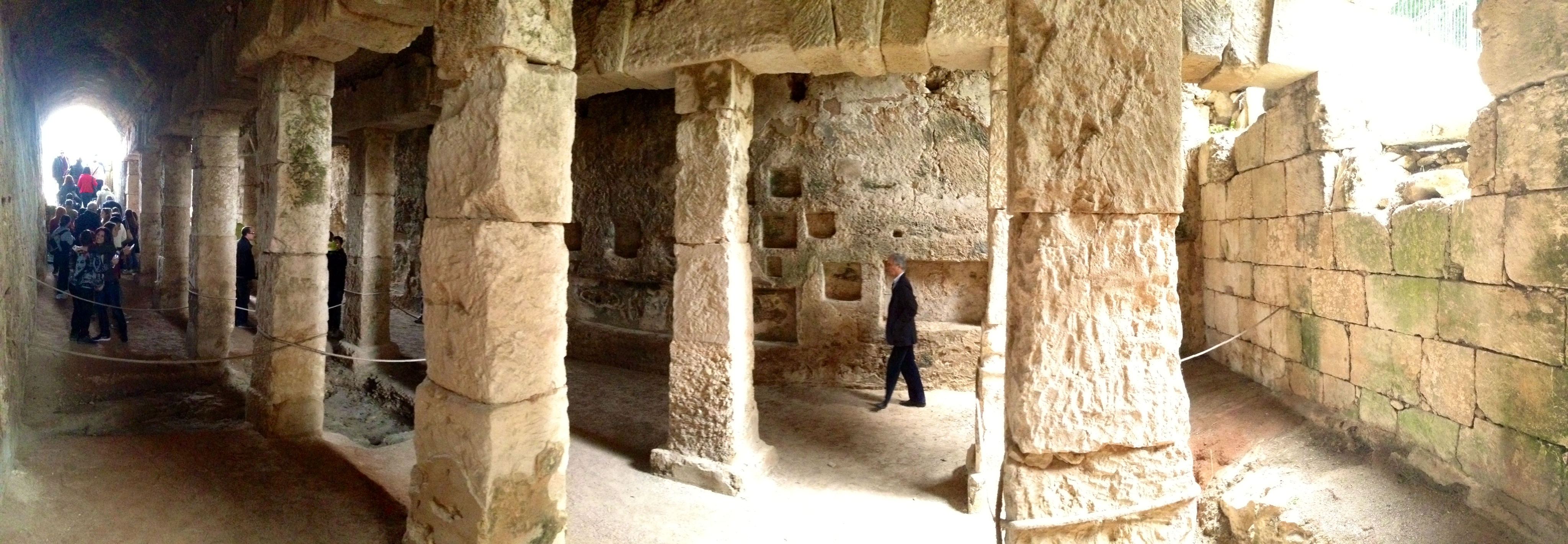
La piscina romana. Si notino in fondo delle nicchie utilizzate nelle epoche successive.